# 10301 Kataoka
10301 Kataoka è un asteroide della fascia principale. Scoperto nel 1989, presenta un'orbita caratterizzata da un semiasse maggiore pari a 2,2484359 UA e da un'eccentricità di 0,0986295, inclinata di 2,72897° rispetto all'eclittica.
L'asteroide è dedicato a Yoshiko Kataoka, un'astronoma originaria di Takarazuka, nella prefettura di Hyōgo, direttrice dell'Associazione Astronomica Orientale. Kataoka è stata una pioniera nello studio della polvere dei meteoriti. Ha fondato nel 1993 il Premio Vega, per le astronome amatoriali che si sono distinte per i loro meriti.